# Rejewali
Rejewali is een bestuurslaag in het regentschap Aceh Tengah van de provincie Atjeh, Indonesië. Rejewali telt 530 inwoners (volkstelling 2010).